# 過海隧道巴士948線
過海隧道巴士948線是香港一條過海巴士路線，來往青衣（長安邨）和天后站，途經長宏邨、綠悠雅苑、長康邨、長青邨、西區海底隧道、上環、中環、金鐘及灣仔，由九巴及城巴聯營，本線是新巴首條服務新界西的專利巴士路線，亦是西隧首條來往新界區的聯營過海巴士路線，並與305線（已取消）、680線及691線（已取消）成為新巴首四條服務新界區的日間常規專利巴士路線。
本線只於每日上午繁忙時間過後至黃昏提供去程服務（週末及假日延長至晚上），及每日中午至晚上提供回程服務，故本線設下了以下祇於上午繁忙時間提供服務的支線，以取代主線平日上午繁忙時間去程的服務，包括：
1. 過海隧道巴士948A線，由青衣（長安邨）單向開往天后站，不經長宏邨。
2. 過海隧道巴士948B線，由青衣（翠怡花園）單向開往天后站。
3. 過海隧道巴士948E線，祇於星期一至五繁忙時間來往青衣站和太古（康怡廣場），經中環灣仔繞道，往返港島東區。
4. 過海隧道巴士948P線，由青衣（長安邨）單向開往天后站，不經長宏邨、長康邨、長青邨及中環碼頭。
5. 過海隧道巴士948X線，由青衣（長宏邨）單向開往天后站，不經長安邨及中環碼頭。

而過海隧道巴士R948線則是是特別日子服務巴士路線，由九巴獨營，由青衣（長宏邨）往銅鑼灣（維多利亞公園）或灣仔，只在渣打香港馬拉松賽事當日凌晨服務。

## 歷史
- 1991年11月11日：本線前身348線投入服務，由九巴及中巴合辦，來往長安邨及上環，成為青衣首條專營過海巴士路線，中巴亦提供早晨由中環港澳碼頭單向前往長安的服務，途經灣仔道、紅磡海底隧道、塘尾道、荔枝角道及楓樹窩路，目的是為避免空車入新界，但往青衣與往港島的收費卻有所不同。
- 1997年9月8日：西隧通車後，本線因沒有更改行走路線而引致青衣居民及區議員不滿，在區議員的爭取下，最終改經西隧，而總站遷往銅鑼灣(天后)，並更改編為948，往銅鑼灣(天后)方向改經楓樹窩路。初期仍然保留348線的收費方式。
- 1998年7月16日：948線加開平日下午回程服務，並統一回程收費，往青衣方向改經西九龍公路及青衣（南）。
- 1998年9月1日：中巴專營權結束，並改由新巴繼續合辦。
- 2004年10月11日：948P線投入服務。
- 2005年6月13日：948P線改經灣仔碼頭巴士總站、菲林明道及告士打道，不再途經鴻興道。
- 2010年7月26日：新巴增設948線星期一至星期五07:20往港島的班次及18:40、19:00往青衣的班次[1]。
- 2011年2月20日：R948線開辦，當時由九巴及新巴聯營。
- 2011年7月4日：948X線投入服務，同時948線唯一的上午回程班次取消，所有下午回程班次延長至長宏巴士總站[2][3]。
- 2012年12月10日：948線大幅延長星期一至星期五下午繁忙時段的服務時間[4][5]，同時加強948P及948X的服務。
- 2013年2月24日：R948線改為只開04:00一班，新巴不再派車行走，象徵該線改由九巴獨營。
- 2013年9月30日：948線作出多項改動：[6]。
  - 延長星期一至星期五由天后站的尾班車至00:00；
  - 調整星期六早上由長安開出的班次，並取消往長宏的所有班次；
  - 取消星期六早上由翠怡花園開出的特別班次。
- 2014年10月20日：來回程改經怡和街，不再途經波斯富街、禮頓道及邊寧頓街。
- 2015年8月24日：948線調整由長安開出的班次。948P線星期一至五班次增加至四班，並改為由青衣鄉事會路後直上青衣大橋，不再途經長康邨及長青邨；在港島區並改經民吉街、干諾道中、軒尼詩道及怡和街，不再途經中環碼頭及灣仔北。948X則改經長康邨及長青邨前往青衣大橋，不再途經青衣邨及翠怡花園。
- 2016年3月28日：948線九巴班次增設到站時間預報。
- 2016年4月17日：948P線及948X線九巴班次增設到站時間預報。
- 2016年10月22日：增設星期六、星期日及公眾假期早上由長宏開出的班次，並增設星期六、星期日及公眾假期下午由天后站開出的班次。[7]
- 2017年9月23日：過青衣大橋後往長宏之分段收費由$5.7下調至$5.2。
- 2017年10月3日：星期一至星期五由長安開出的班次增至11班。
- 2018年5月28日：新巴班次增設實時抵站時間查詢服務。[8]
- 2019年1月20日：本線加價，全程收費由$16.0加至$17.0，分段收費亦有所調整。
- 2019年1月28日：948線早上特別班次一分為二，早上由長安開出的特別班次獲路線編號命名為948A，並增加班次加強服務及調整開車時間；至於由翠怡花園開出之班次獲獨立編號948B，開車時間及行車路線維持不變。同日起，本線位於新界總站由長宏遷回長安，但來回程維持繞經長宏，同時本線提升服務，延長兩邊總站服務時間。[9]
  - 不過由於本路線班次十分疏落且非全日服務，因此很多居民要求本路線改善服務。[10]
- 2020年12月28日：
  - 948E線開辦，平日繁忙時間來往青衣站和太古(康怡廣場)，不停西區海底隧道收費廣場。[11]
  - 948線青衣方向每天頭班車提早至12:00，往銅鑼灣方向星期六、日及公眾假期尾班車延長至19:00。[12]
  - 因應疫情引致乘客量下降，948B線暫停服務至翌年2月19日。[13]
- 2021年5月3日：948E線往青衣方向加停西區海底隧道收費廣場，並增設分段收費。[14]
- 2021年9月6日：948E線往太古方向增至四班車。[15]
- 2023年2月12日：R948線班次增至兩班，新巴重新加入營運此路線。
- 2023年7月1日：因應新巴城巴合併，本線改由九巴及城巴聯合經營。
- 2023年9月18日：948E線下午回程班次增至四班車，開出時間為17:50、18:05、18:20及18:35；948P線及948X線星期一至五增至五班車，開出時間為07:30、07:40、07:50、08:00及08:10。[16]
- 2023年10月30日：948B線繞經青富苑。[17]
- 2025年5月26日：948線星期一至五由青衣（長安邨）開出之尾班車時間由17:00延遲至18:00。[18]

## 服務時間及班次
948
| 青衣（長安邨）開 | 青衣（長安邨）開 | 青衣（長安邨）開 | 青衣（長安邨）開 | 青衣（長安邨）開 | 青衣（長安邨）開 | 青衣（長安邨）開 |
| 星期一至五       | 星期一至五       | 星期一至五       | 星期一至五       | 星期一至五       | 星期一至五       | 星期一至五       |
| ---------------- | ---------------- | ---------------- | ---------------- | ---------------- | ---------------- | ---------------- |
| 08:30            | 08:45            | 09:00            | 09:15            | 09:30            | 09:45            | 10:00            |
| 10:30            | 11:00            | 11:30            | 12:00            | 12:30            | 13:00            | 13:30            |
| 14:00            | 14:30            | 15:00            | 15:30            | 16:00            | 16:30            | 17:00            |
| 17:30            | 18:00            |                  |                  |                  |                  |                  |
| 星期六           |                  |                  |                  |                  |                  |                  |
| 08:20            | 08:40            | 09:00            | 09:20            | 09:40            | 10:00            | 10:20            |
| 10:40            | 11:00            | 11:20            | 11:40            | 12:00            | 12:20            | 12:40            |
| 13:00            | 13:30            | 14:00            | 14:30            | 15:00            | 15:30            | 16:00            |
| 16:30            | 17:00            | 17:30            | 18:00            | 18:30            | 19:00            |                  |
| 星期日及公眾假期 |                  |                  |                  |                  |                  |                  |
| 08:30            | 09:00            | 09:20            | 09:40            | 10:00            | 10:20            | 10:40            |
| 11:00            | 11:20            | 11:40            | 12:00            | 12:20            | 12:40            | 13:00            |
| 13:30            | 14:00            | 14:30            | 15:00            | 15:30            | 16:00            | 16:30            |
| 17:00            | 17:30            | 18:00            | 18:30            | 19:00            |                  |                  |

| 天后站開             | 天后站開   | 天后站開   | 天后站開   | 天后站開   | 天后站開   | 天后站開   |
| 星期一至五           | 星期一至五 | 星期一至五 | 星期一至五 | 星期一至五 | 星期一至五 | 星期一至五 |
| -------------------- | ---------- | ---------- | ---------- | ---------- | ---------- | ---------- |
| 12:00                | 12:30      | 13:00      | 13:30      | 14:00      | 14:30      | 15:00      |
| 15:30                | 16:00      | 16:20      | 16:40      | 17:00      | 17:13      | 17:23      |
| 17:28                | 17:33      | 17:38      | 17:43      | 17:48      | 17:53      | 18:01      |
| 18:05                | 18:09      | 18:17      | 18:25      | 18:33      | 18:42      | 18:55      |
| 19:05                | 19:20      | 19:40      | 20:00      | 20:20      | 20:40      | 21:00      |
| 21:20                | 21:40      | 22:00      | 22:20      | 22:40      | 23:00      | 23:20      |
| 23:40                | 00:00      |            |            |            |            |            |
| 星期六、日及公眾假期 |            |            |            |            |            |            |
| 12:00                | 12:30      | 13:00      | 13:30      | 14:00      | 14:30      | 15:00      |
| 15:30                | 16:00      | 16:20      | 16:40      | 17:00      | 17:20      | 17:40      |
| 18:00                | 18:20      | 18:40      | 19:00      | 19:20      | 19:40      | 20:00      |
| 20:20                | 20:40      | 21:00      | 21:20      | 21:40      | 22:00      | 22:20      |
| 22:40                | 23:00      | 23:20      | 23:40      | 00:00      |            |            |

948A
- 青衣（長安邨）開：
  - 星期一至五：06:40、07:00、07:15、07:21、07:28、07:34、07:40、07:46、07:53、08:00、08:05、08:10、08:20
  - 星期六：06:40、07:00、07:30、07:38、07:54、08:10

948B
- 青衣（翠怡花園）開：
  - 星期一至五：08:04、08:15

948E
- 星期一至五：
  - 青衣站開：07:15、07:24、07:32、07:45
  - 太古（康怡廣場）開：17:50、18:05、18:20、18:35

948P
- 青衣（長安邨）開：
  - 星期一至五：07:30、07:40、07:50、08:00、08:10
  - 星期六：07:46、08:02

948X
- 青衣（長宏邨）開：
  - 星期一至五：07:30、07:40、07:50、08:00、08:10
  - 星期六：07:50、08:05

948A、948P及948X線逢星期日及公眾假期不設服務，948B及948E線逢星期六、日及公眾假期不設服務，在948A／B／P／X線服務時間以內，948線並不設服務。
R948
- 青衣（長宏邨）開：
  - 渣打香港馬拉松當日凌晨服務

148R
- 灣仔（會展新翼）開：22:00、22:20、22:40、23:00
  - 香港書展服務

- 註：有紅字班次為九巴派車，其餘班次為城巴派車。
- 粗體為加班車

## 收費
| 路線         | 全程收費 | 分段收費 |
| ------------ | -------- | --- |
| 948(A/B/P/X) | $20.8    | - 過西區海底隧道後往天后站：$7.7 - 過西區海底隧道後往青衣（長安邨）：$12.6 （只適用於948線） - 過青衣大橋後往青衣（長安邨）：$6.8（只適用於948線） |
| 948E         | $24.4    | - 過西區海底隧道後往太古（康怡廣場）：$8.5 - 過西區海底隧道後往青衣站：$12.6 - 過青衣大橋後往青衣站：$6.8                                          |

R948
全程：$37.3
148R
全程：$28.1
| - 本線設有12歲以下小童及65歲或以上長者半價優惠。 - 65歲或以上香港居民使用「樂悠咭」，以及12歲以下合資格殘疾兒童使用「殘疾人士身份」個人八達通繳付車資，均可享有每程$2.0或半價（以較低者為準）的票價優惠；12至64歲合資格殘疾人士使用「殘疾人士身份」個人八達通（包括「樂悠咭」），以及60至64歲香港居民使用「樂悠咭」繳付車資，均可享有每程$2.0或全費（以較低者為準）的票價優惠。 - 65歲或以上長者如使用長者或一般個人八達通繳付車資，則只可享有半價優惠；12至64歲合資格殘疾人士如不使用「殘疾人士身份」個人八達通，以及60至64歲人士如不使用「樂悠咭」繳付車資，必須繳付全費。 - 乘客可以現金或八達通於上車時付款，不設找續。 - 每位成人乘客可免費攜帶最多兩名4歲以下而不佔座位的兒童乘客乘車，超額之4歲以下小童必須繳付小童車費乘車。 - 持有「九巴月票」之乘客在車票有效期內，每日可享最多10程任何九龍巴士及龍運巴士路線（包括本路線，合資格車程只適用於九龍巴士／龍運巴士提供的班次；惟乘搭機場「A」及「NA」線則可享原價二七折優惠（不會計算每天10次合資格車程））；而B1線則可每日可享最多2程（不會計算每天10次合資格車程）。 - 九龍巴士、城巴、龍運巴士及陽光巴士全職員工及家屬（不包括外判職員）可免費乘搭本路線（陽光巴士員工及家屬只適用於九龍巴士提供的班次），惟必須拍職員或職員家屬八達通。 - 乘客亦可使用AlipayHK「易乘碼」、支付寶、WeChatHK／微信支付「搭車碼」、銀聯雲閃付「乘車碼」及BOC Pay「乘車碼」、具有感應式支付功能的JCB、卡美國運通、大來國際、Discover Card（只適用於九龍巴士／龍運巴士提供的班次）、VISA、Mastercard及銀聯卡，以及Apple Pay、Google Pay及Samsung Pay流動支付平台繳付車資。九巴班次的乘客使用上述付款方式，將只可享有與其他九巴路線／聯營路線九巴班次之轉乘優惠；城巴班次的乘客使用上述付款方式，將只可享有與其他城巴獨營路線或聯營線城巴班次之轉乘優惠。乘客亦不能享有「公共交通費用補貼計劃」及「長者及合資格殘疾人士公共交通票價優惠計劃」。 |

## 使用車輛
九巴用車為3輛富豪B9TL （6輛12米AVBWU及2輛12.8米3ATENU）及[[亞歷山大丹尼士 Alexander Dennis Enviro500]（1輛12.8米E6X及3ATENU) 雙層巴士行走，均屬荔枝角車廠。另外，此路線用車於服務時間以外會柯打102、104、112以及914等路線，亦有來自41A、44、104、110及N241等線的柯打。 
| 車隊編號  | 車牌   |
| --------- | ------ |
| AVBWU655  | VA3854 |
| AVBWU656  | VA4052 |
| AVBWU662  | VA7236 |
| AVBWU668  | VB2958 |
| AVBWU685  | VC5294 |
| AVBWU776  | VH6441 |
| 3ATENU195 | VR5799 |
| 3ATENU197 | VR6564 |
| 3ATENU199 | VR6858 |
| 3ATENU205 | VR8386 |
| 3ATENU218 | VS3384 |
| E6X251    | YJ9226 |

城巴用車則主要為亞歷山大丹尼士Enviro 500（MMC）12米（55xx－58xx/51XXX) 及12.8米（61xx/611xx) 。

## 行車路線
948(A/B)
青衣（長安邨）開經：（擔桿山路、擔桿山交匯處、楓樹窩路、青衣西路、寮肚路、長宏巴士總站、寮肚路、青衣西路、楓樹窩路）青衣鄉事會路、涌美路、青康路、青衣路、青衣交匯處、葵青路、青葵公路、西九龍公路、西區海底隧道、干諾道西、干諾道中、民光街、民耀街、康樂廣場、干諾道中、夏愨道、紅棉路支路、金鐘道、軒尼詩道、怡和街、高士威道及興發街。
948A線不經斜體字之路段，948B線不經括號內之路段。
天后站開經：英皇道 (東行)、銀幕街、琉璃街、英皇道 (西行)、高士威道、伊榮街、邊寧頓街、怡和街、軒尼詩道、金鐘道、德輔道中、摩利臣街、干諾道中、干諾道西、西區海底隧道、西九龍公路、青葵公路、葵青路、青衣路、青衣交匯處、青康路、涌美路、青衣鄉事會路、楓樹窩路、青衣西路、寮肚路、長宏巴士總站、寮肚路、青衣西路、楓樹窩路、擔桿山交匯處及青敬路。
948E
青衣站開經：青敬路、擔桿山交匯處、楓樹窩路、青衣西路、寮肚路、長宏巴士總站、寮肚路、青衣西路、楓樹窩路、青衣鄉事會路、涌美路、青康路、青衣路、青衣交匯處、葵青路、青葵公路、西九龍公路、西區海底隧道、干諾道西天橋、林士街天橋、中環灣仔繞道、東區走廊、渣華道、英皇道及康山道。
太古（康怡廣場）開經：康山道、英皇道、東區走廊、中環灣仔繞道、林士街天橋、干諾道西天橋、西區海底隧道、西九龍公路、青葵公路、葵青路、青衣路、青衣交匯處、青康路、涌美路、青衣鄉事會路、楓樹窩路、青衣西路、寮肚路、長宏巴士總站、寮肚路、青衣西路、楓樹窩路、擔桿山交匯處及青敬路。
948P/X
經：擔桿山路、擔桿山交匯處、楓樹窩路、青衣鄉事會路、( 寮肚路、青衣西路、青康路、青衣路、)青衣交匯處、葵青路、青葵公路、西九龍公路、西區海底隧道、干諾道西、干諾道中、民吉街、統一碼頭道、民吉街、干諾道中、夏愨道、紅棉路支路、金鐘道、軒尼詩道、怡和街、高士威道及興發街。
斜體字之路段只限948P線途經；括號內之路段只限948X線途經。

### 沿線車站
948(A/B)
| 青衣（長安邨）開 | 青衣（長安邨）開               | 青衣（長安邨）開               | 天后站開 | 天后站開                       | 天后站開                       |
| 序號             | 車站名稱                       | 位置                           | 序號     | 車站名稱                       | 位置                           |
| ---------------- | ------------------------------ | ------------------------------ | -------- | ------------------------------ | ------------------------------ |
| 1*               | 青衣轉車站－長安巴士總站（A5） | 青衣轉車站－長安巴士總站（A5） | 1        | 天后站                         | 天后站公共運輸交匯處           |
| 2#*              | 長宏巴士總站                   | 長宏巴士總站                   | 2        | 香港中央圖書館                 | 高士威道                       |
| 3#*              | 長亨邨商場                     | 寮肚路                         | 3        | 怡和街                         | 怡和街                         |
| 4#*              | 長亨邨                         | 青衣西路                       | 4        | 堅拿道東                       | 軒尼詩道                       |
| 5*               | 楓樹窩體育館                   | 楓樹窩路                       | 5        | 北海中心                       | 軒尼詩道                       |
| 6*               | 青衣邨宜業樓                   | 楓樹窩路                       | 6        | 軒尼詩道官立小學               | 軒尼詩道                       |
| 7*               | 綠悠雅苑                       | 楓樹窩路                       | 7        | 修頓球場                       | 軒尼詩道                       |
| 8                | 翠怡花園                       | 青衣鄉事會路                   | 8        | 高等法院                       | 金鐘道                         |
| 9                | 長青邨青梅樓                   | 涌美路                         | 9        | 匯豐總行大廈                   | 德輔道中                       |
| 10               | 長康邨康富樓                   | 涌美路                         | 10       | 永吉街                         | 德輔道中                       |
| 11               | 長康邨康豐樓                   | 涌美路                         | 11       | 皇后街                         | 干諾道西                       |
| 12               | 長康邨康祥樓                   | 涌美路                         | 12       | 西區海底隧道轉車站（B4）       | 西區海底隧道                   |
| 13               | 青盛苑                         | 青康路                         | 13       | 長青邨青桃樓                   | 青衣路                         |
| 14               | 長青巴士總站                   | 青康路                         | 14       | 美景花園                       | 青康路                         |
| 15               | 長青邨青槐樓                   | 青康路                         | 15       | 長青巴士總站                   | 青康路                         |
| @                | 青富苑                         | 青衣路                         | 16       | 青盛苑                         | 青康路                         |
| 16               | 長青邨青桃樓                   | 青衣路                         | 17       | 長康邨康順樓                   | 涌美路                         |
| 17               | 西區海底隧道轉車站（A2）       | 西區海底隧道                   | 18       | 職安健學院                     | 涌美路                         |
| 18               | 港澳碼頭                       | 干諾道中                       | 19       | 長康邨康富樓                   | 涌美路                         |
| 19               | 中區政府碼頭                   | 民光街                         | 20       | 青衣警署                       | 青衣鄉事會路                   |
| 20               | 中環3號碼頭                    | 民光街                         | 21       | 綠悠雅苑                       | 楓樹窩路                       |
| 21               | 郵政總局                       | 康樂廣場                       | 22       | 青衣邨宜業樓                   | 楓樹窩路                       |
| 22               | 力寶中心                       | 紅棉路支路                     | 23       | 楓樹窩體育館                   | 楓樹窩路                       |
| 23               | 盧押道                         | 軒尼詩道                       | 24       | 長亨邨亨翠樓                   | 青衣西路                       |
| 24               | 菲林明道                       | 軒尼詩道                       | 25       | 曉峰園                         | 寮肚路                         |
| 25               | 史釗域道                       | 軒尼詩道                       | 26       | 長亨邨停車場                   | 寮肚路                         |
| 26               | 灣仔消防局                     | 軒尼詩道                       | 27       | 長宏巴士總站                   | 長宏巴士總站                   |
| 27               | 百德新街                       | 怡和街                         | 28       | 青衣轉車站－長安巴士總站（A5） | 青衣轉車站－長安巴士總站（A5） |
| 28               | 維多利亞公園                   | 高士威道                       |          |                                |                                |
| 29               | 天后站                         | 天后站公共運輸交匯處           |          |                                |                                |

- 註：

1. 948A不停有 # 號之車站。

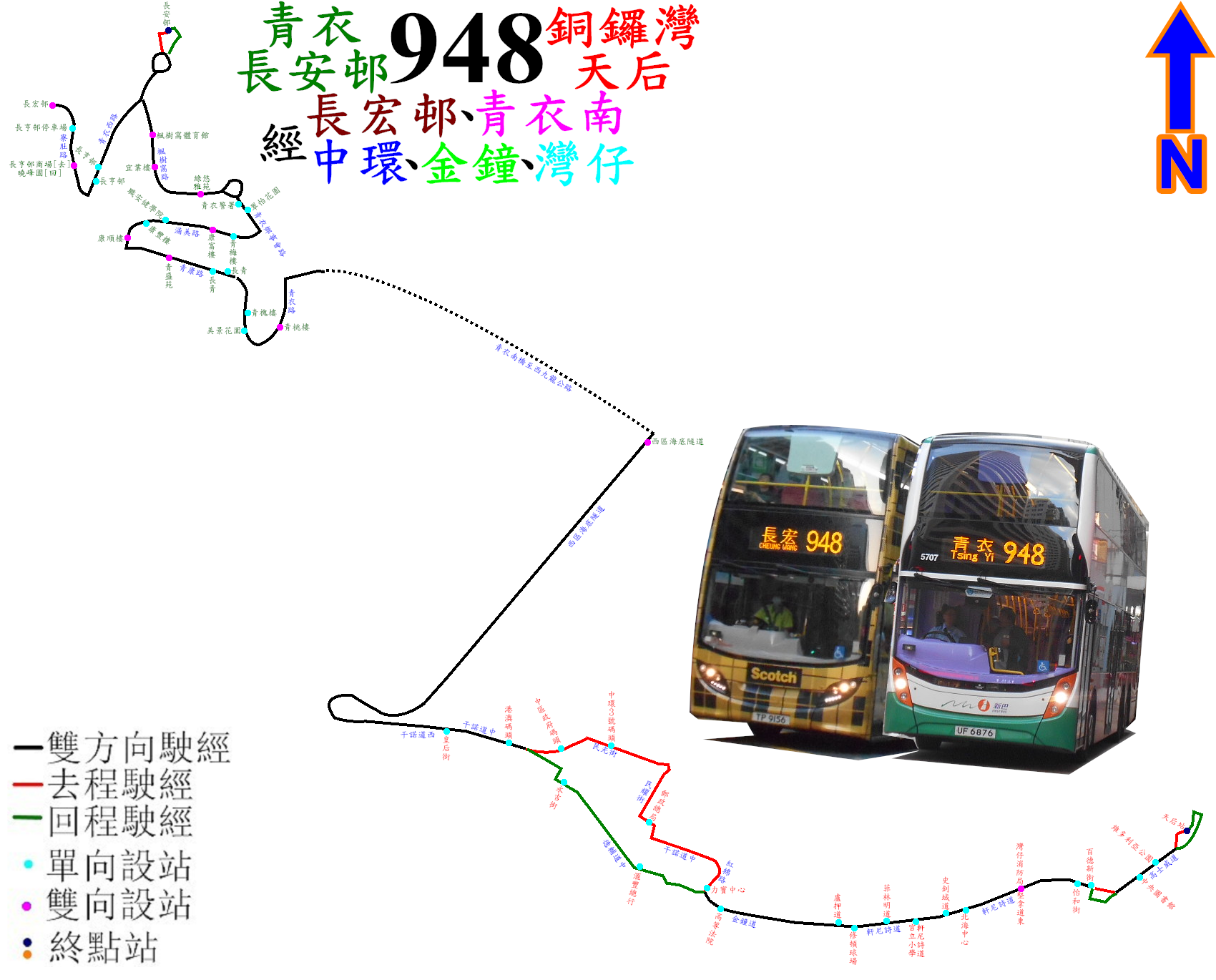
948線的走線圖

2. 948B不停有 * 號之車站，改停有 @ 號之車站。

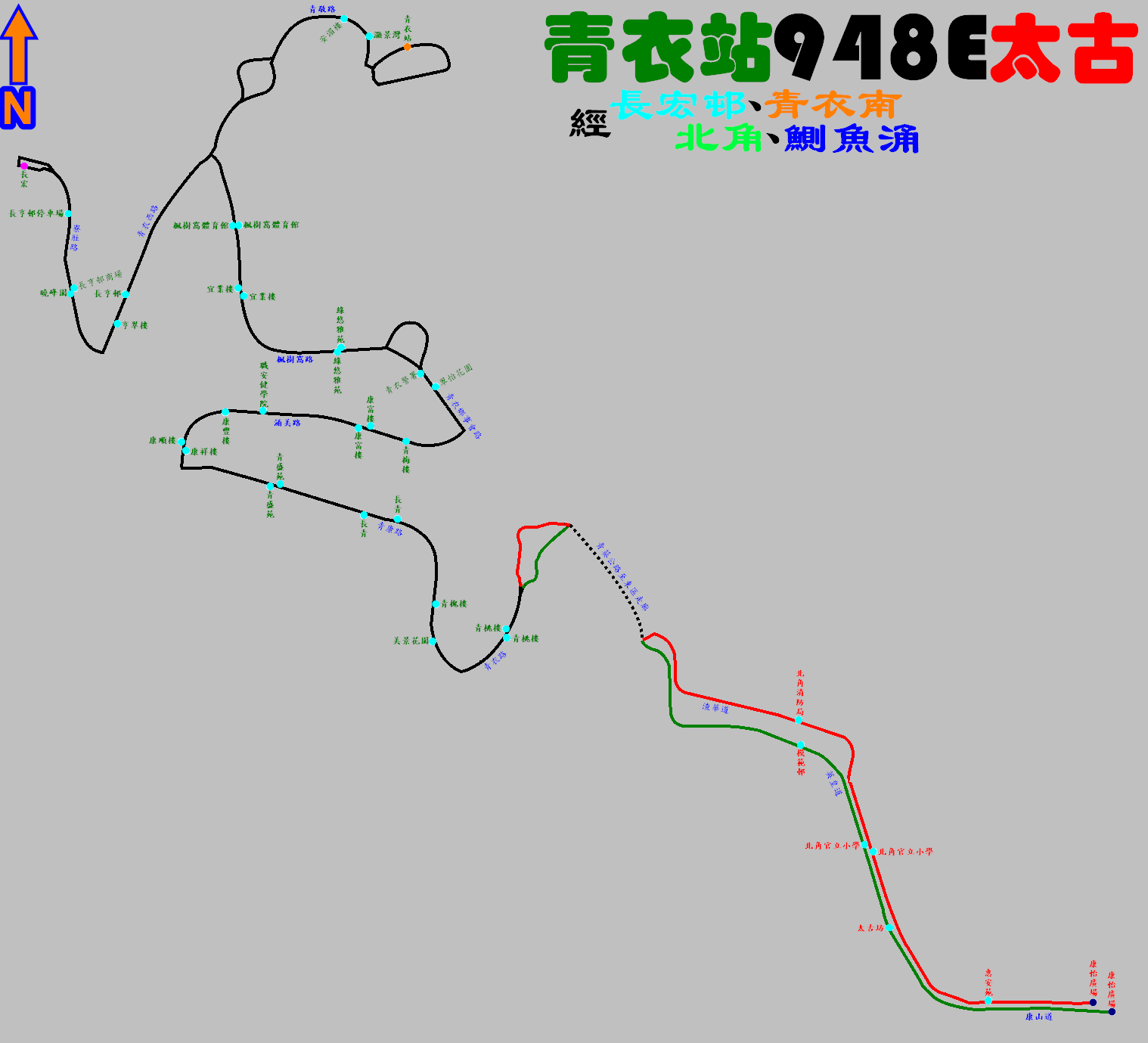
948E線的走線圖

948E
| 青衣站開 | 青衣站開                       | 青衣站開             | 太古（康怡廣場）開 | 太古（康怡廣場）開       | 太古（康怡廣場）開   |
| 序號     | 車站名稱                       | 位置                 | 序號               | 車站名稱                 | 位置                 |
| -------- | ------------------------------ | -------------------- | ------------------ | ------------------------ | -------------------- |
| 1        | 青衣站巴士總站                 | 青衣站公共運輸交匯處 | 1                  | 康怡廣場                 | 康山道               |
| 2        | 青衣轉車站－長安邨安湄樓（B1） | 青敬路               | 2                  | 太古坊                   | 英皇道               |
| 3        | 長宏巴士總站                   | 長宏巴士總站         | 3                  | 北角官立小學             | 英皇道               |
| 4        | 長亨邨商場                     | 寮肚路               | 4                  | 模範邨                   | 英皇道               |
| 5        | 長亨邨                         | 青衣西路             | 5                  | 西區海底隧道轉車站（B4） | 西區海底隧道         |
| 6        | 楓樹窩體育館                   | 楓樹窩路             | 6                  | 長青邨青桃樓             | 青衣路               |
| 7        | 青衣邨宜業樓                   | 楓樹窩路             | 7                  | 美景花園                 | 青康路               |
| 8        | 綠悠雅苑                       | 楓樹窩路             | 8                  | 長青巴士總站             | 青康路               |
| 9        | 翠怡花園                       | 青衣鄉事會路         | 9                  | 青盛苑                   | 青康路               |
| 10       | 長青邨青梅樓                   | 涌美路               | 10                 | 長康邨康順樓             | 涌美路               |
| 11       | 長康邨康富樓                   | 涌美路               | 11                 | 職安健學院               | 涌美路               |
| 12       | 長康邨康豐樓                   | 涌美路               | 12                 | 長康邨康富樓             | 涌美路               |
| 13       | 長康邨康祥樓                   | 涌美路               | 13                 | 青衣警署                 | 青衣鄉事會路         |
| 14       | 青盛苑                         | 青康路               | 14                 | 綠悠雅苑                 | 楓樹窩路             |
| 15       | 長青巴士總站                   | 青康路               | 15                 | 青衣邨宜業樓             | 楓樹窩路             |
| 16       | 長青邨青槐樓                   | 青康路               | 16                 | 楓樹窩體育館             | 楓樹窩路             |
| 17       | 長青邨青桃樓                   | 青衣路               | 17                 | 長亨邨亨翠樓             | 青衣西路             |
| 18       | 北角消防局                     | 渣華道               | 18                 | 曉峰園                   | 寮肚路               |
| 19       | 北角官立小學                   | 英皇道               | 19                 | 長亨邨停車場             | 寮肚路               |
| 20       | 惠安苑                         | 英皇道               | 20                 | 長宏巴士總站             | 長宏巴士總站         |
| 21       | 康怡廣場                       | 康山道               | 21                 | 青衣轉車站－灝景灣（D1） | 青敬路               |
|          |                                |                      | 22                 | 青衣站巴士總站           | 青衣站公共運輸交匯處 |

948P/X
| 青衣（長安邨）（948P）開             | 青衣（長安邨）（948P）開       | 青衣（長安邨）（948P）開       | 青衣（長宏邨）（948X）開 | 青衣（長宏邨）（948X）開 | 青衣（長宏邨）（948X）開 |
| 序號                                 | 車站名稱                       | 位置                           | 序號                     | 車站名稱                 | 位置                     |
| ------------------------------------ | ------------------------------ | ------------------------------ | ------------------------ | ------------------------ | ------------------------ |
| 1                                    | 青衣轉車站－長安巴士總站（A9） | 青衣轉車站－長安巴士總站（A9） | 1                        | 長宏巴士總站             | 長宏巴士總站             |
| 2                                    | 楓樹窩體育館                   | 楓樹窩路                       | 2                        | 長亨邨商場               | 寮肚路                   |
| 3                                    | 青衣邨宜業樓                   | 楓樹窩路                       | 3                        | 青盛苑                   | 青康路                   |
| 4                                    | 綠悠雅苑                       | 楓樹窩路                       | 4                        | 長青巴士總站             | 青康路                   |
| 5                                    | 翠怡花園                       | 青衣鄉事會路                   | 5                        | 長青邨青槐樓             | 青康路                   |
| 6                                    | 青衣工業中心                   | 青衣鄉事會路                   | 6                        | 長青邨青桃樓             | 青衣路                   |
| （兩線在此交匯，其後路線及車站相同） |                                |                                |                          |                          |                          |
| 青衣南橋；青葵公路、西九龍公路       |                                |                                |                          |                          |                          |
| 序號                                 | 序號                           | 車站名稱                       | 車站名稱                 | 位置                     | 位置                     |
| 7                                    | 7                              | 西區海底隧道轉車站（A2）       | 西區海底隧道轉車站（A2） | 西區海底隧道             | 西區海底隧道             |
| 西區海底隧道                         |                                |                                |                          |                          |                          |
| 8                                    | 8                              | 港澳碼頭                       | 港澳碼頭                 | 干諾道中                 | 干諾道中                 |
| 9                                    | 9                              | 海港政府大樓                   | 海港政府大樓             | 統一碼頭道               | 統一碼頭道               |
| 10                                   | 10                             | 怡和大廈                       | 怡和大廈                 | 干諾道中                 | 干諾道中                 |
| 11                                   | 11                             | 力寶中心                       | 力寶中心                 | 紅棉路支路               | 紅棉路支路               |
| 12                                   | 12                             | 盧押道                         | 盧押道                   | 軒尼詩道                 | 軒尼詩道                 |
| 13                                   | 13                             | 菲林明道                       | 菲林明道                 | 軒尼詩道                 | 軒尼詩道                 |
| 14                                   | 14                             | 史釗域道                       | 史釗域道                 | 軒尼詩道                 | 軒尼詩道                 |
| 15                                   | 15                             | 灣仔消防局                     | 灣仔消防局               | 軒尼詩道                 | 軒尼詩道                 |
| 16                                   | 16                             | 百德新街                       | 百德新街                 | 怡和街                   | 怡和街                   |
| 17                                   | 17                             | 維多利亞公園                   | 維多利亞公園             | 高士威道                 | 高士威道                 |
| 18                                   | 18                             | 天后站                         | 天后站                   | 天后站公共運輸交匯處     | 天后站公共運輸交匯處     |

## 客量
雖然本線於青衣區的走線迂迴，但由於青衣不少地區(尤其是青衣南)遠離港鐵站，再加上本線不需經過多重轉車，客量一直不俗。

## 爭議

### 服務時間
本系列路線是目前唯一一組服務青衣島的過海隧巴路線，但青衣一直以來都沒有全日來往港島的巴士服務，因此區議會及地區人士不斷要求將此路線提升至全日雙向服務，惟九巴及前新巴遲遲未辦，而令遠離青衣站的青衣西及南一帶的居民於平日非繁忙時間及假日來往港島十分不便，需經多重轉車才能抵達目的地。
直至2016年10月22日，948線才加強星期六服務及增設假日服務，雖然此線現已提升至往港島方向每日日間（週末及假日延長至晚上）及往青衣方向中午起提供服務，但由於改動仍然未能滿足青衣島居民要求全日真正雙向過海隧巴服務的期望，因此青衣島各選區的區議員亦經常掛起相關要求的橫額，並敦促運輸署落實有關安排。

### 旅客問題
948線行經港島北岸商業區，往青衣方向駛入青衣的第一個巴士站 - 長青邨青桃樓與藍澄灣旁邊三家酒店（華逸酒店、青逸酒店與永倫800酒店）相距僅500米。2023年中港通關後，有網民在Facebook群組「青衣街坊吹水會」上載照片，顯示巴士下層輪椅停放區行李箱堆積如山，對行車安全造成隱憂；霸佔過多車廂位置，致不少候車乘客未能登車。有關旅客在車廂內高談闊論，騷擾其他乘客。由於有人負責看管行李，並指揮旅客於青桃樓分站下車，故懷疑有內地旅行團訪港時把公共巴士當作團體移動工具。發帖網民詢問車長應對方法，車長坦言「驚俾嗰班人投訴」，只能向公司要求派出裝有行李架的巴士行走，無法制止旅客登車。網民就稱《公共巴士服務規例》第230A章第14條限制了巴士乘客所攜帶物品的重量和體積。城巴回應傳媒查詢時表示留意到相關情況，聲稱將安排外勤人員視察，有需要時配合需求調派巴士，並為車長提供適切支援，提醒乘客應遵守《乘客須知》。文化體育及旅遊局及旅遊業議會拒絕書面回應傳媒，僅以口頭表示「沒有回應」。

## 紀錄
1. 948的前身348是青衣首條專營過海巴士路線。
2. 948是中巴唯一一條曾經服務新界區的西隧過海巴士路線。
3. 948是西隧首條來往新界區的聯營過海巴士路線。
4. 948線系列（包括輔助路線948A/B/E/P/X）是新巴唯一曾經服務新界西的常規專營巴士路線系列。
5. 948線系列是新界西目前僅有的聯營過海巴士路線系列。
6. 948與305（已取消）、680及691（已取消）是新巴首四條服務新界區的日間常規專營巴士路線。
7. 948E是青衣目前唯一來往北角至康山一帶的專營過海巴士路線。
8. 948E是新巴第二條「E」字尾路線（首條為已取消的796E線）。
9. 948E是首條來回程均取道全段中環及灣仔繞道的專營巴士路線（第二條為989線）。
10. 948E是東區首條往新界方向不服務中環的西隧專營過海巴士路線（第二條為989線）。
11. 948E是西隧首條來往港島天后以東地方的聯營過海巴士路線。
12. 948E是西隧首條雙向服務康山的專營非機場過海巴士路線。